# Tetraphalerus wagneri
Tetraphalerus wagneri is een keversoort uit de familie Ommatidae. De wetenschappelijke naam van de soort werd in 1901 gepubliceerd door Charles Owen Waterhouse.